# 希望號列車
「希望」（日语： Nozomi */?）是日本東海旅客鐵道（JR東海）所屬的東海道新幹線和西日本旅客鐵道（JR西日本）所屬的山陽新幹線上所運行的多種新幹線列車等級中，時間最短、平均車速最快的列車等級。希望號是1992年增設的車班等級，其命名起源自滿州國時代往返滿洲國與日治朝鮮之間的一列急行列車。在各車站內的列車時刻表上，希望號的主要顯示顏色為黃色。
希望号列车不能使用日本鐵路周遊券，須獨立購票。但若持JR西日本发售的JR西日本周游券则可根据票种乘坐山阳新干线内的全部或部分区间。

## 歷史

### 朝鮮鐵道、南滿洲鐵道急行「希望」
第二次世界大戰前，日治朝鲜釜山和满洲国的奉天、新京間，有急行列車「希望（のぞみ）」運行。同區間另有急行「光（ひかり）」運行：希望号与同区间的夕發朝至的光号列车相反，為朝發夕至列车。希望号由朝鲜总督府铁道运营，经由鲜铁的京釜本线、京义本线和满铁的安奉线路运行，列尾编有一节一等寝台展望车。
- 1934年（昭和9年）11月：將原本於釜山～京城（現：首爾）間運行的急行7、8號列車運轉區間延長至奉天，命名為。
- 1938年（昭和13年）10月：運轉區間延長至當時「滿洲國」首都新京[2]。
- 1944年（昭和19年）1月：由於戰況惡化而被廢止。

### 新幹線「希望」
- 1992年（平成4年）3月14日　為了與飛機競爭，新開發的300系車輛以希望號（のぞみ）開始運行。當時東海旅客鐵道（JR東海）社內暫稱為「（超級光號）」，後來以滿鐵時代同區間行走的姐妹列車來命名。
- 運轉開始初期為東京站～新大阪站間，早上、深夜各1往返，1日2往返班次運行。
- 开业初期，每天早上第一班下行的希望号（希望301号，后改为希望1号）在停靠新横滨站之后，在名古屋站，京都站通过不停车，直达新大阪站，引致名古屋全市上下一片哗然。（名古屋市是JR东海总部所在地）此设定在1997年11月29日取消。
- 1993年（平成5年）3月18日　開始延長行駛至山陽新幹線，1小時1班次運轉。
- 1996年（平成8年）3月16日　1小時最大班次數增加至2班。
- 1997年（平成9年）3月22日　新大阪站～博多站間的希望號(のぞみ)1往返，開始使用西日本旅客鐵道（JR西日本）開發的500系車輛。
- 1997年（平成9年）11月29日　500系車輛希望號(のぞみ)進入東海道新幹線運行。
- 1999年（平成11年）3月13日　700系車輛開始行駛。
- 2001年（平成13年）10月1日　1小時最大班次數增加為3班。新橫濱站1小時4往復，新神戶站1小時2往復停車。
- 2003年（平成15年）10月1日　JR時刻表修正後，希望號(のぞみ)班次大幅增加，1小時最大運轉班次數為7班。同時「光號（ひかり）」班次大幅減少。停車站新加入品川站、姬路站、福山站、德山站、新山口站（舊：小郡站）。
  - 同時設置自由座座位。
- 2005年（平成17年）3月1日　愛知縣開辦2005年日本國際博覽會（愛・地球博）時，1小時最大運轉班次數為8班。
- 2006年（平成18年）3月18日　山陽新幹線直通班次増加，東京站～博多站間維持每小時2班。
- 2007年（平成19年）7月1日　N700系車輛開始行駛希望號(のぞみ)。新增99號由品川站前往博多站。
- 2008年（平成21年）3月15日　時刻表修正後，東京站至博多站每小時2班中其中1班使用N700系。品川站及新橫濱站全部班次列車均停車。日間東京站至岡山站延長至廣島站，東京站至廣島站之間增至3班。新增60號(2009年3月14日改為100號)由西明石站前往東京站。
- 2009年（平成21年）3月14日　時刻表修正後，希望號(のぞみ)班次1小時最大運轉班數為9班，其中5班可直通山陽新幹線。每小時1班東京站至廣島站使用N700系。新增298號由名古屋站前往東京站。頭班車6時由新大阪站前往博多站之「光號鐵路之星」（ひかりレールスター）升格為希望號(のぞみ)601號。
- 2010年（平成22年）2月28日　500系車輛定期希望號班次列車（6號、29號）從東京站開出最後班次前往博多，翌日改由N700系行駛。
- 2010年（平成22年）3月13日　時刻表修正後，所有東海道新幹線直通山陽新幹線之定期希望號班次統一使用 N700系。
- 2011年（平成22年）3月12日　時刻表修正後，配合九州新幹線全線通車，將希望號(のぞみ)600及601號升格為瑞穗號，由新大阪站前往博多站延長至鹿兒島中央站。
- 2012年（平成22年）3月16日  300系列車營運告別班次（日语：さよなら運転）臨時希望號329(東海道新幹線)及臨時希望號609(山陽新幹線)後，翌日與100系一同正式退出新幹線營運。
- 2012年（平成22年）3月17日  時刻表修正後，所有定期希望號班次統一使用 N700系。
- 2014年（平成25年）3月14日  時刻表修正後，所有使用N700A的希望號列車在東海道新幹線的最高時速提高至285 km/h，運行時間縮短3分鐘。
- 2020年（令和2年）7月1日  N700S車輛開始行駛希望號。
- 2023年（令和5年）3月18日 因时刻表修正，首次设置新横滨至新大阪的临时班次。该列车主要在周一和周六运转，目的是随着相铁·东急直通线的开通，提高便利性。该列车在小田原站超越了从新横滨出发的光号。
- 2024年（令和6年）1月19日 由于东海道新干线停电，新大阪至姬路之间的希望95号停运，同一路段使用500系的临时希望967号运行。
- 2024年（令和6年）11月28日：正在考虑将希望号列车的自由席位数量从三个减少到两个。
- 2024年（令和6年）12月3日：希望号普通车厢指定席扩建正式公布[3][4]。
- 2025年（令和7年）3月15日：由于希望号普通车厢指定席扩大，希望号三号车厢由自由席变更为指定席[5][6]。

未來，部份班次（限定首班列車和尾班車）在行經米原和京都間時，以及在前面沒有列車的條件下,預計可以實施330km/h的行走速度。

## 運行概況
為東海道、山陽新幹線內最快速的列車（山陽新幹線內只有希望64號最快），於東京至博多間運行。總長度1069.7公里(營業里程1174.9公里)，是日本最長的定期旅客列車種別。

## 使用車輛

### 现在使用车辆
- N700S系 - JR東海J編成。
- N700系 - JR東海X編成、G編成，JR西日本K編成、F編成。

### 过去使用车辆

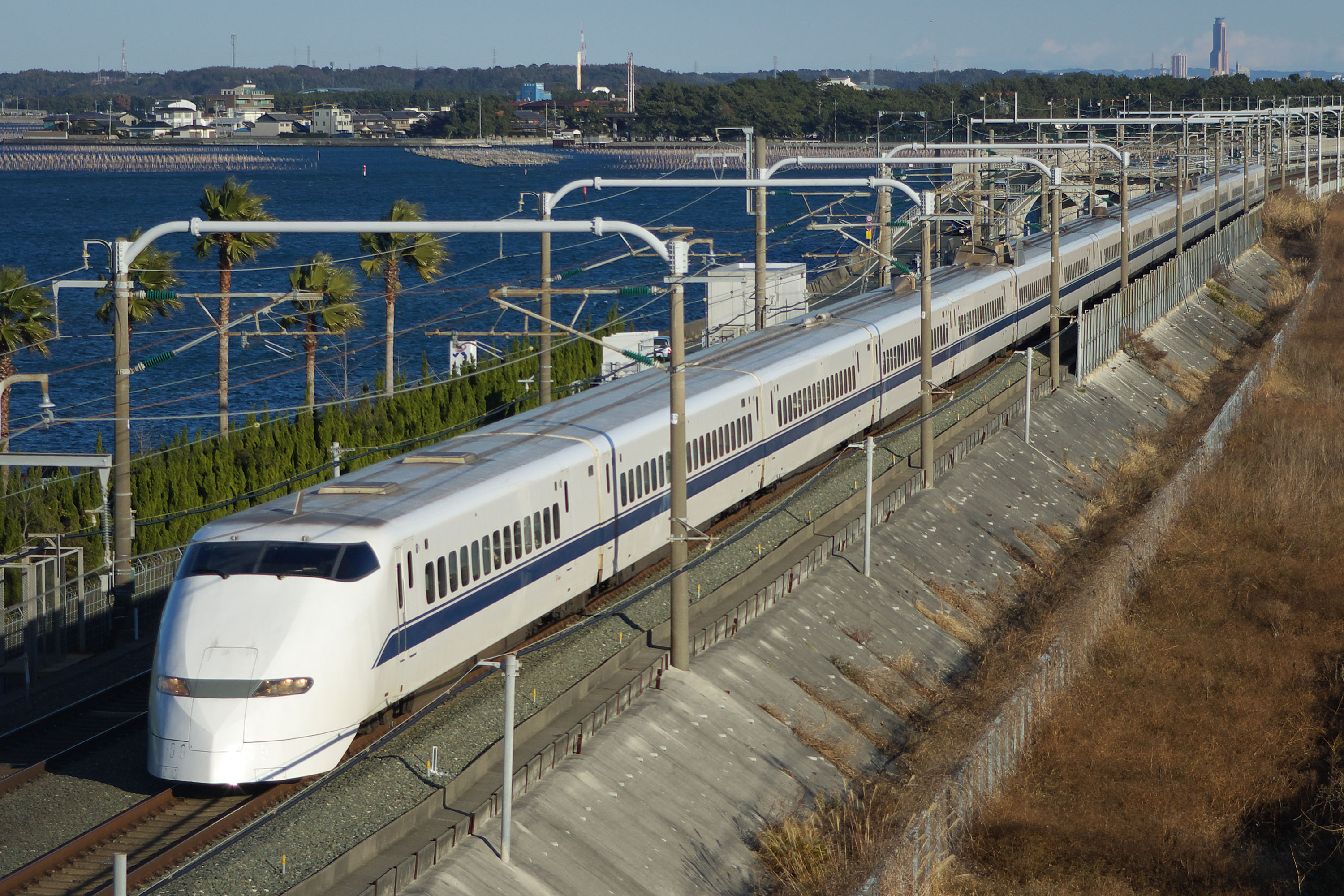
初代希望号车辆:300系

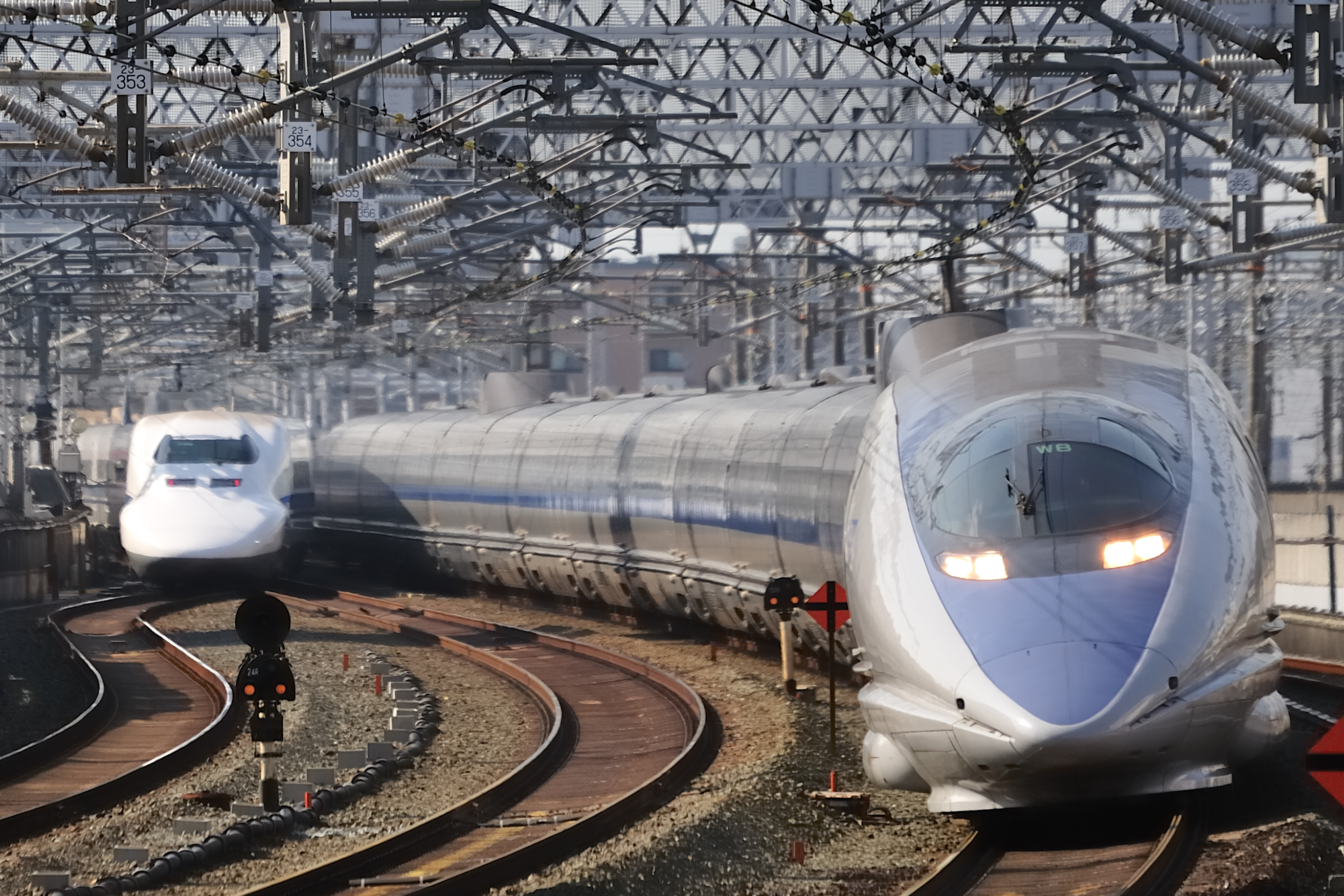
以500系運行的列車「希望」
（2010年1月攝於濱松站）

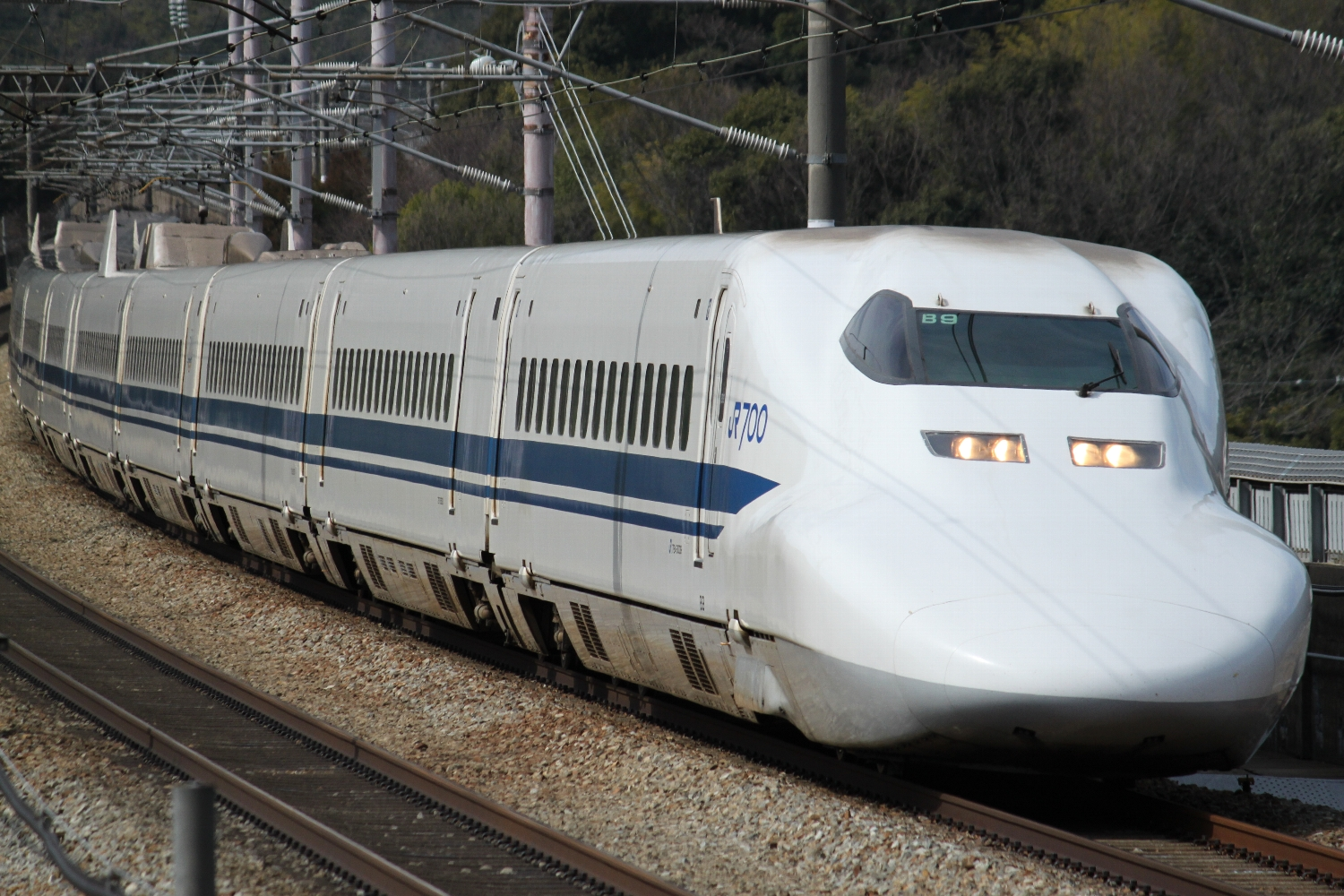
第三代希望號車輛: 700系

- 300系 - JR東海J編成、JR西日本F編成（初代希望号列车，已于2012年3月16日退出服务）
- 500系 - JR西日本W編成，現在主要由山阳新干线「回音號」所使用，为V编成8节编组。
- 700系 - JR東海C編成、JR西日本B編成，於2020年3月8日後退出服務。

## 列車編成
- 全列車16輛編成。原為全車指定席，2003年10月1日起設自由席，2023年12月起逢三大长假（黄金周、盂兰盆节、年末年始）实行全列指定席[7]，但在极个别情况下会为疏导客流加开普通车厢全部为自由席的临时“希望号”列车，例如2024年羽田機場跑道撞機事故后来往东京与新大阪的“希望号”269/262号临客[8]。

記號範例
- G=綠色車廂指定席
- 指＝普通車廂指定席
- 自＝普通車廂自由席
- S＝吸煙房間
- ×=禁煙席
- ○=吸煙席

| ←博多方面 | 東京方面→ |     |    |    |    |      |   |   |    |    |    |    |    |     |    |
| \| 1 \| 2 \| 3 \| 4 \| 5 \| 6 \| 7 \| 8 \| 9 \| 10 \| 11 \| 12 \| 13 \| 14 \| 15 \| 16 \| \| 自 \| 自 \| 自S \| 指 \| 指 \| 指 \| 指'S \| G \| G \| GS \| 指 \| 指 \| 指 \| 指 \| 指S \| 指 \| |           |     |    |    |    |      |   |   |    |    |    |    |    |     |    |
| - 全車禁煙 - N700系第7卡設有吸煙房間，N700S系則沒有 |           |     |    |    |    |      |   |   |    |    |    |    |    |     |    |
| 1 | 2         | 3   | 4  | 5  | 6  | 7    | 8 | 9 | 10 | 11 | 12 | 13 | 14 | 15  | 16 |
| 自 | 自        | 自S | 指 | 指 | 指 | 指'S | G | G | GS | 指 | 指 | 指 | 指 | 指S | 指 |

| ←博多方面 | 東京方面→ |    |    |    |    |    |   |   |    |    |    |    |    |    |    |
| \| 1 \| 2 \| 3 \| 4 \| 5 \| 6 \| 7 \| 8 \| 9 \| 10 \| 11 \| 12 \| 13 \| 14 \| 15 \| 16 \| \| × \| × \| ○ \| × \| × \| × \| × \| × \| × \| ○ \| × \| × \| × \| × \| ○ \| ○ \| \| 自 \| 自 \| 自 \| 指 \| 指 \| 指 \| 指 \| G \| G \| G \| 指 \| 指 \| 指 \| 指 \| 指 \| 指 \| |           |    |    |    |    |    |   |   |    |    |    |    |    |    |    |
| 1 | 2         | 3  | 4  | 5  | 6  | 7  | 8 | 9 | 10 | 11 | 12 | 13 | 14 | 15 | 16 |
| × | ×         | ○  | ×  | ×  | ×  | ×  | × | × | ○  | ×  | ×  | ×  | ×  | ○  | ○  |
| 自 | 自        | 自 | 指 | 指 | 指 | 指 | G | G | G  | 指 | 指 | 指 | 指 | 指 | 指 |